# 英吉沙县
英吉沙县（維吾爾語：يېڭىسار ناھىيىسى‎，拉丁维文：Yëngisar nahiyisi）是中国新疆维吾尔自治区喀什地区所辖的一个县。县城距离喀什的车程约为65公里。

## 行政区划

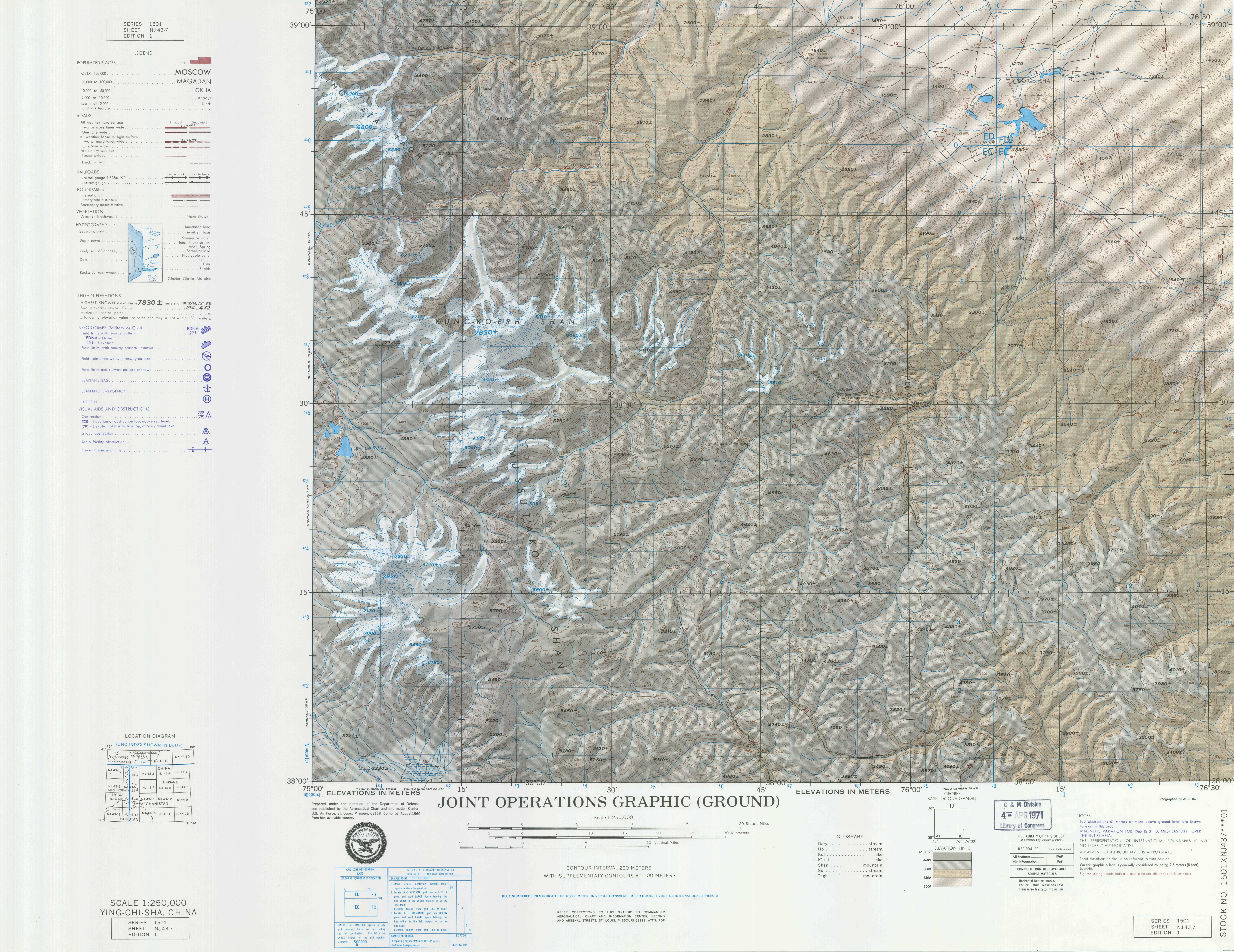
包括英吉沙(YING-CHI-SHA)的地圖(ACIC, 1969)

英吉沙县下辖4个镇、10个乡：
英吉沙镇、乌恰镇、芒辛镇、萨罕镇、城关乡、乔勒潘乡、龙甫乡、色提力乡、英也尔乡、克孜勒乡、托普鲁克乡、苏盖提乡、艾古斯乡和依格孜也尔乡。

## 人口
2020年末，根据第七次人口普查数据显示：全县常住人口为276641人。

## 交通
- 219国道过境。
- 315国道过境。

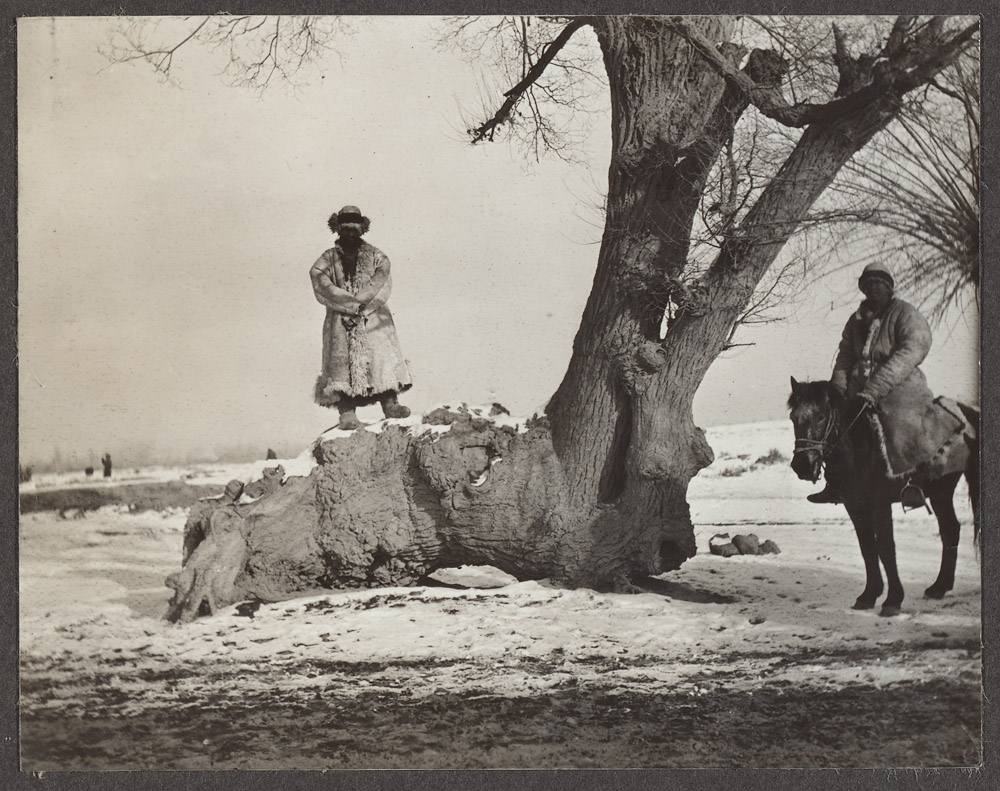
美國農業部官員弗蘭克·尼科拉斯·梅爾（英语：Frank Nicholas Meyer）1910年12月拍攝的英吉沙县
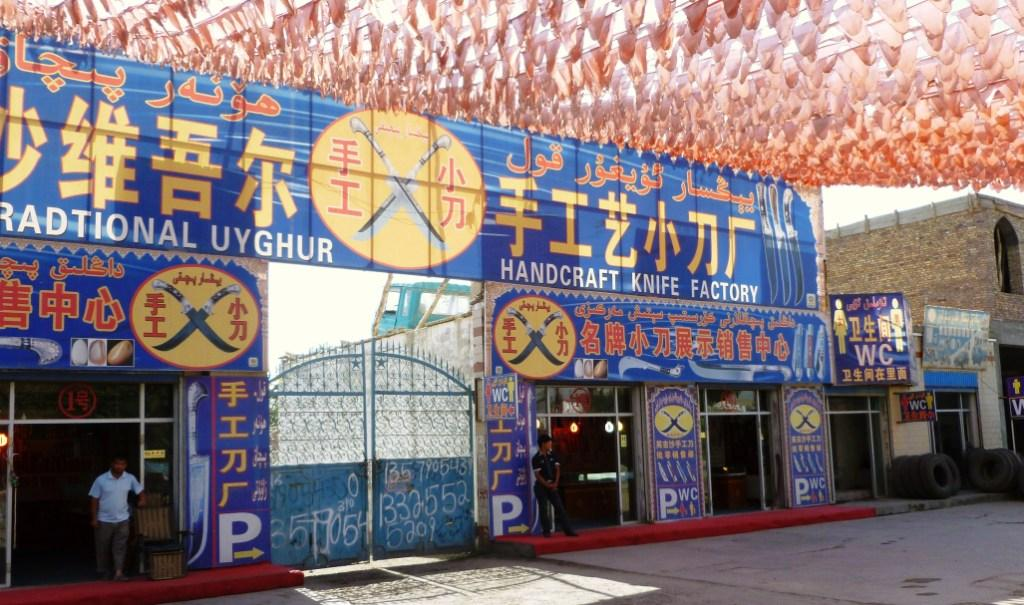
英吉沙县刀工厂

## 特产
英吉沙小刀：中国地理标志产品。